# 石浜金作
石濱 金作（いしはま きんさく、1899年（明治32年）2月28日 - 1968年（昭和43年）11月21日）は、日本の小説家。推理小説家。

## 経歴・人物
東京市京橋木挽町出身。父は時事新報記者の石浜鉄郎、兄は経済学者の石浜知行。子ども時代は大阪府で育ち、第一高等学校を経て、1924年に東京帝国大学英文学科を卒業。
1921年、22歳のとき川端康成らと第6次『新思潮』を創刊。その後『文藝春秋』の編集同人となる。1924年に『文藝時代』の創刊に携わり、新感覚派の新人作家として活躍。戦後の作品に、旧友である川端康成との交友について書いた「青春修業記―無常迅速」（『文芸読物』1950年5月号）などがある。多くの作品を文芸誌に発表したが、単行本化されておらず、現在多くの作品は初出誌にあたる他ない。

## 作品リスト

### 文学全集
- 新進傑作小説全集 第14巻 南部修太郎集・石浜金作集 平凡社 1930
  - 「睡る」「手品」「技の上逹」「秋の挨拶」「壞滅」「新しい悪魔」「喜劇」「山徑」「靑春挿話」「大カッフェー時代」「無駄な入獄」所収。

### 翻訳書
- 白痴 ドストイエフスキイ 春陽堂 1924 （春陽堂訳述叢書）

### アンソロジー収録作品
「」内が石浜の作品
- 現代作品選集 第1編 文藝春秋同人集 文藝春秋社編 1924 高陽社 「壊滅」
- 日本小説集 大正15年版 文芸家協会編 1925 新潮社 「喜劇」
- 創作探偵小説選集 第2輯 探偵趣味の会編 1926 春陽堂 「都会の幽霊」
  - 復刻版（春陽堂書店、1994年4月）
- 日本小説集 昭和2年版 文芸家協会編 1927 新潮社 「ホテルと女優」
- 日本小説集 昭和4年版 文芸家協会編 1929 新潮社 「無駄な入獄」
- 日本現代文学全集 第67 (新感覚派文学集) 伊藤整等編 1968 講談社 「ある死ある生」「喜劇」
- 犯人よ、お前の名は? 新青年傑作選集1 推理編1 中島河太郎編 1977.7 角川文庫 「変化する陳述」
- モダン都市文学 観光と乗物 川本三郎編 1990.5 平凡社 「飛行機」
- 君らの魂を悪魔に売りつけよ 新青年傑作選 中島河太郎編 2000.11 角川文庫 「変化する陳述」
- 江戸川乱歩と13人の新青年〈論理派〉編 ミステリー文学資料館編 2008.1 光文社文庫 「変化する陳述」
- エロ・グロ・ナンセンス 竹中英太郎 3 末永昭二編 2016.11 皓星社 「豚と緬羊」